# .cyou
.cyou — общий домен верхнего уровня, появившийся в 2015 году.
Домен буквально означает «увидимся» (от англ. «see you»).

## История
Изначально доменное имя .cyou было зарегистрировано на китайскую компанию Beijing Gamease Age Digital Technology Co., Ltd. 31 мая 2015 года, которая использует для своего сайта домен changyou.com.
.cyou использовали для платформы разработки игр и сайтов внутри компании.
С 14 февраля 2020 года домен принадлежит компании ShortDot SA, Люксембург.